# دریک کلندر
دریک کلندر (انگلیسی: Drake Callender؛ زادهٔ ۷ اکتبر ۱۹۹۷) بازیکن فوتبال اهل ایالات متحده آمریکا است که در حال حاضر برای باشگاه فوتبال اینتر میامی بازی می‌کند.

## دوران ملی
در اوت ۲۰۲۳، کلندر، اولین دعوت خود را به تیم ملی بزرگسالان ایالات متحده توسط گرگ برهالتر، سرمربی تیم، برای دو بازی دوستانه مقابل تیم‌های ملی فوتبال ازبکستان و عمان دریافت کرد.